# Síugrás a 2015. évi téli európai ifjúsági olimpiai fesztiválon
A 2015. évi téli európai ifjúsági olimpiai fesztivál síugró versenyszámait Ausztria Tschagguns településén rendezték, január 27. és 30-a között.

## Összesített éremtáblázat
| A 2015. évi téli európai ifjúsági olimpiai fesztivál összesített éremtáblázata síugrásban | A 2015. évi téli európai ifjúsági olimpiai fesztivál összesített éremtáblázata síugrásban | A 2015. évi téli európai ifjúsági olimpiai fesztivál összesített éremtáblázata síugrásban | A 2015. évi téli európai ifjúsági olimpiai fesztivál összesített éremtáblázata síugrásban | A 2015. évi téli európai ifjúsági olimpiai fesztivál összesített éremtáblázata síugrásban | Olimpia  |
| ----------------------------------------------------------------------------------------- | ----------------------------------------------------------------------------------------- | ----------------------------------------------------------------------------------------- | ----------------------------------------------------------------------------------------- | ----------------------------------------------------------------------------------------- | -------- |
|                                                                                           | Ország                                                                                    | Arany                                                                                     | Ezüst                                                                                     | Bronz                                                                                     | Összesen |
| 1.                                                                                        | Németország                                                                               | 1                                                                                         | 1                                                                                         | 2                                                                                         | 4        |
| 2.                                                                                        | Finnország                                                                                | 1                                                                                         | 1                                                                                         | 0                                                                                         | 2        |
|                                                                                           | Oroszország                                                                               | 1                                                                                         | 1                                                                                         | 0                                                                                         | 2        |
|                                                                                           | Szlovénia                                                                                 | 1                                                                                         | 1                                                                                         | 0                                                                                         | 2        |
| 5.                                                                                        | Ausztria                                                                                  | 0                                                                                         | 0                                                                                         | 1                                                                                         | 1        |
|                                                                                           | Csehország                                                                                | 0                                                                                         | 0                                                                                         | 1                                                                                         | 1        |
|                                                                                           | Lengyelország                                                                             | 0                                                                                         | 0                                                                                         | 1                                                                                         | 1        |
|                                                                                           |                                                                                           |                                                                                           |                                                                                           |                                                                                           |          |
| Összesen                                                                                  | Összesen                                                                                  | 4                                                                                         | 4                                                                                         | 5                                                                                         | 13       |

## Eredmények

### Férfi
| A 2015. évi téli európai ifjúsági olimpiai fesztivál érmesei férfi síugrásban |                                                                       |        |                                                                                    |        |                                                                                             |       |
| Versenyszám                                                                   | Arany                                                                 | Arany  | Ezüst                                                                              | Ezüst  | Bronz                                                                                       | Bronz |
| Egyéni                                                                        | Finnország Niko Kytoesaho                                             | 271,3  | Szlovénia Domen Prevc                                                              | 244,3  | Lengyelország Dawid Jarząbek                                                                | 242,9 |
| Csapat                                                                        | Szlovénia · Tine Bogataj · Bor Pavlovčič · Urban Rogelj · Domen Prevc | 1030,4 | Finnország · Andreas Alamommo · Niko Loeytaeinen · Joni Markannen · Niko Kytoesaho | 1000,7 | Ausztria · Julian Wienerroither · Michael Falkensteiner · Max Schmalnauer · Clemens Leitner | 953,8 |

### Női
| A 2015. évi téli európai ifjúsági olimpiai fesztivál érmesei női síugrásban |                             |       |                             |       |                                                       |       |
| Versenyszám                                                                 | Arany                       | Arany | Ezüst                       | Ezüst | Bronz                                                 | Bronz |
| Egyéni                                                                      | Oroszország Sofia Tikhonova | 227,1 | Németország Henriette Kraus | 221,4 | Németország Agnes Reisch · Németország Luisa Goerlich | 219,6 |

### Vegyes
| A 2015. évi téli európai ifjúsági olimpiai fesztivál vegyes csapatverseny érmesei síugrásban |                                                                                 |       |                                                                                 |       |                                                                                   |       |
| Versenyszám                                                                                  | Arany                                                                           | Arany | Ezüst                                                                           | Ezüst | Bronz                                                                             | Bronz |
| Vegyes csapatverseny                                                                         | Németország · Agnes Reich · Jonathan Siegel · Henriette Kraus · Axel Maylaender | 880,6 | Oroszország · Mariia Iakovleva · Maksim Sergeev · Sofia Tikhonova · Kiril Kotik | 870,6 | Csehország · Jana Mrakotova · Robert Szymeczek · Zdena Pesotova · Frantisek Holik | 843,2 |